# Матеус Тулер
Матеус Тулер (порт. Matheus Thuler, нар. 10 березня 1999, Ріо-де-Жанейро) — бразильський футболіст, захисник клубу «Віссел» (Кобе).

## Клубна кар'єра
Народився 10 березня 1999 року в місті Ріо-де-Жанейро. Вихованець футбольної школи клубу «Фламенго». З 2018 року став тренуватись з основною командою і зіграв 5 зустрічей в Лізі Каріока. 27 травня 2018 року дебютував у бразильській Серії А, вийшовши у стартовому складі на матч проти «Атлетіко Мінейро». 14 червня того ж року забив свій перший м'яч на дорослому рівні, вразивши ворота «Палмейраса». 17 липня продовжив свій контракт до літа 2023 року.
У 2019 році він виграв з командою чемпіонат Бразилії та Кубок Лібертадорес, що дозволило йому у складі команди поїхати також на Клубний чемпіонат світу 2019 року в Катарі.
У червні 2021 року відправився в оренду до французького «Монпельє» до кінця сезону 2021/22 років.

## Виступи за збірну
22 березня 2018 року дебютував у складі молодіжної збірної Бразилії в товариському матчі проти мексиканської молоді. 12 червня 2018 року був викликаний до молодіжної збірної для участі в підготовчих зборах до чемпіонату Південної Америки серед молодіжних команд, який пройде в січні 2019 року. Згодом взяв участь і у самому турнірі, де бразильці стали лише п'ятими і не кваліфікувались на чемпіонат світу.

## Статистика виступів

### Статистика клубних виступів
| Сезон             | Команда           | Чемпіонат         | Чемпіонат | Чемпіонат | Національний кубок | Національний кубок | Національний кубок | Континентальні кубки | Континентальні кубки | Континентальні кубки | Інші змагання | Інші змагання | Інші змагання | Усього | Усього | Усього |
| Сезон             | Команда           | Ліга              | Ігор      | Голів     | Ліга               | Ігор               | Голів              | Ліга                 | Ігор                 | Голів                | Ліга          | Ігор          | Голів         | Ігор   | Голів  |        |
| ----------------- | ----------------- | ----------------- | --------- | --------- | ------------------ | ------------------ | ------------------ | -------------------- | -------------------- | -------------------- | ------------- | ------------- | ------------- | ------ | ------ | ------ |
| 2017              | «Фламенго»        | ЛК+A              | 0         | 0         | КБ                 | 0                  | 0                  |                      | -                    | -                    | ПЛ            | 1             | 0             | 1      | 0      |        |
| 2018              | «Фламенго»        | ЛК+A              | 5+5       | 0+1       | КБ                 | 0                  | 0                  | КЛ                   | 0                    | 0                    |               | -             | -             | 10     | 1      |        |
| Усього за кар'єру | Усього за кар'єру | Усього за кар'єру | 10        | 1         |                    | 0                  | 0                  |                      | -                    | -                    |               | 1             | 0             | 11     | 1      |        |

## Титули і досягнення
- Чемпіон Бразилії (2):

«Фламенгу»: 2019, 2020
- Переможець Ліги Каріока (2):

«Фламенгу»: 2019, 2020
- Володар Кубка Лібертадорес (1):

«Фламенгу»: 2019
- Володар Рекопи Південної Америки (1):

«Фламенгу»: 2020
- Володар Суперкубка Бразилії (1):

«Фламенгу»: 2020
- Чемпіон Японії (2):

«Віссел Кобе»: 2023, 2024
- Володар Кубка Імператора Японії (1):

«Віссел Кобе»: 2024